# Baralt
Baralt est l'une des 21 municipalités de l'État de Zulia au Venezuela. Son chef-lieu est San Timoteo. En 2011, la population s'élève à 89 847 habitants.

## Géographie

### Subdivisions
La municipalité est constituée de six paroisses civiles avec chacune à sa tête une capitale (entre parenthèses) :
- San Timoteo (San Timoteo) ;
- General Urdaneta (Ceuta) ;
- Libertador (Mene Grande) ;
- Manuel Guanipa Matos (El Venado) ;
- Marcelino Briceño (El Tigre) ;
- Pueblo Nuevo (Pueblo Nuevo).